# Joel Casamayor
Joel El Cepillo Casamayor Johnson (Guantánamo, 12 de julho de 1971) é um ex-pugilista cubano. Foi campeão olímpico e campeão mundial nas categorias Super Pena e Peso Leve.

## Casamayor vs Popó
Uma das lutas mais conturbadas da carreira de Casamayor ocorreu no dia 12 de janeiro de 2002, em que os juízes deram a vitória ao brasileiro Acelino Freitas por pontos após 12 rounds marcados pelo equilíbrio entre os pugilistas, resultando na revolta do cubano pela perda do Título Mundial dos Super-Penas (WBA) título que defendia desde 2000.